# 菊地奈々子
菊地 奈々子（きくち ななこ、1975年3月25日 - ）は、日本の元プロボクサー。日本女子初の“公式な”プロボクシング世界王者（JBC日本ボクシングコミッションが女子を公認する前にWBC（WBAも含めて）の世界王座を獲得した唯一の選手。ただしこの王座は現在もJBCから公認されていない）。日本人初のOPBF女子王者。JBC公認後は白井義男・具志堅用高のジムに所属。ボクシングを被写体とするカメラマンから自らボクシングの世界に転じた。神奈川県相模原市出身。

## 来歴

### デビュー前
中学、高校とバドミントン部所属。
東京工芸大学短期大学部卒業後、プロカメラマンとなる。プロカメラマンとして、格闘技専門ニュースサイトバウトレビュー誌などで活躍。カメラマンとして格闘技試合を多く取材。
1997年にボクシングを始める。2001年10月に代々木ブルースカイジムに入会。アマチュア大会でMVPを獲得した。

### 日本ミニマム級王座獲得
2003年9月21日、大森ゴールドジムでプロデビュー。新井彩菜真に3-0の判定勝ちを収めた。
2004年9月18日、京都府立体育館にて渡辺まりかに3-0で判定勝ちし、プロ5戦目で日本ミニフライ級王者となった。
2005年3月29日、中国遼寧省瀋陽市で韓国の平和自動車主催興行に招待され、初の海外での試合。崔恩順（北朝鮮）に8R判定負けで初黒星を喫した。
2005年6月13日、北沢タウンホールにて池山直と1-1の判定ドローにより日本ミニフライ級王座の初防衛に成功した。
2005年9月25日、R.I.S.E.のアマチュアキックボクシング大会「KAMINARIMON CLIMAX」女子52kg以下級（3名参加）に出場し、優勝を果たした。

### 海外で世界王座奪取
2005年11月7日、タイの少年犯罪者更生施設での監獄マッチでノンマイ・ソー・シリポンを倒し、WBC女子世界ストロー級初代王座獲得。日本人初のWBC女子世界王者となった。元は別の選手がソー・ソリポンに挑戦予定であったが怪我のため試合1週間前にオファーが来て、挑戦が決定する状況であった。
2005年11月13日、「琉球 Kamikaze Sprits」で岡田敦子とキックボクシングルールで対戦し、2-0の判定勝ちを収めた。
2006年5月10日には再びタイのクロンプレム刑務所にて世界タイトルの初防衛戦に挑み、後にWBC世界女子ライトフライ級世界王座を獲得するシリポーン・ソー・シリポーン（タイ）を判定で退け防衛に成功。
2007年5月17日、アメリカカリフォルニア州リムーアでWBC世界女子ライトフライ級暫定王者カリーナ・モレノ（アメリカ）と対戦し、0-3の判定負けを喫し王座から陥落した。

### JBC
2008年2月8日、JBCが女子プロボクシングを公認したことにより、代々木ブルースカイジムより白井・具志堅スポーツジムへ移籍を発表。2月28日に開催された第1回女子プロボクサー新人テストを受験しB級合格した。
2008年6月9日、B級合格後初の試合をペットチェイシング・ライシットクルマットと行い、1RTKO勝ちで飾る。
2008年10月13日、世界前哨戦をリリー・ラチャプラチャジム（タイ）と行い2RKOでこれを下した。

#### 2度目の世界王座挑戦
2008年12月8日、富樫直美の持つWBC女子世界ライトフライ級暫定王座に挑戦。1回にダウンを奪ったが、9回に目を負傷してドクターストップで敗れる。

#### 東洋太平洋王座獲得
2009年6月26日、江畑佳代子とOPBF女子ライトフライ級初代王座を懸けてタイトルマッチに挑み、3-0判定でOPBFとしては2人目、日本人では初の女子王者となった。
2009年12月2日、多田悦子が持つWBA女子世界ミニマム級王座に挑戦したヤニー・ゴーキャットジムを9R1:26レフェリーストップTKOで退け初防衛。OPBFの白を基調とした新ベルト第1号となった。
2010年5月18日、ジェレミー・タバスタバスをTKOで退け2度目の防衛。
プロ転向後、菊池はアルバイトをして生計を立てている。その勤め先でテレビ番組の取材に応じ、放映される。

#### 3度目の世界王座挑戦
2010年9月13日、アナベル・オルティスが持つWBC女子同級王座に挑戦。勤め先のモスバーガー櫻田社長をリングサイド席に招待し万全を期すも、0-3判定負けで奪還ならず。これが最後の試合となった。

### 引退
2010年10月10日、引退を公表した。
2011年6月6日、後楽園ホールにて、師匠具志堅用高とのエキシビション対戦をもって引退。
2012年1月20日から2月2日まで新宿三井ビル1階・エプサイトにて、石渡知子写真展「菊地奈々子 元WBC世界チャンピオン 女子ボクサーの軌跡」が開かれた。

## 戦績
- プロボクシング:17戦 12勝 5KO 4敗 1分

| 戦           | 日付           | 勝敗 | 時間     | 内容    | 対戦相手                               | 国籍                  | 備考                                            |
| ------------ | -------------- | ---- | -------- | ------- | -------------------------------------- | --------------------- | ----------------------------------------------- |
| 1            | 2003年9月21日  | ☆    | 4R       | 判定3-0 | 新井彩菜真                             | 日本(山木)            | プロデビュー戦                                  |
| 2            | 2004年2月22日  | ☆    | 4R       | 判定2-0 | 上村里子                               | 日本(フィオーレ)      |                                                 |
| 3            | 2004年5月23日  | ☆    | 4R       | 判定3-0 | 池山直                                 | 日本(フジワラ)        | 日本ミニフライ級トーナメント                    |
| 4            | 2004年7月18日  | ☆    | 4R       | 判定3-0 | 石山絵理                               | 日本(Red Devil KIS's) | 日本ミニフライ級トーナメント準決勝              |
| 5            | 2004年9月18日  | ☆    | 8R       | 判定3-0 | 渡辺まりか                             | 日本(F.I-TEN)         | 日本ミニフライ級トーナメント決勝戦 日本王座獲得 |
| 6            | 2005年3月30日  | ★    | 8R       | 判定0-3 | 崔恩順                                 | 北朝鮮                |                                                 |
| 7            | 2005年6月12日  | △    | 8R       | 判定1-1 | 池山直                                 | 日本(フジワラ)        | 日本王座防衛1                                   |
| 8            | 2005年11月7日  | ☆    | 7R 0:50  | TKO     | ノンマイ・ソー・シリポーン             | タイ                  | WBC女子世界ストロー級王座決定戦                 |
| 9            | 2006年5月10日  | ☆    | 10R      | 判定3-0 | シリポーン・ソー・シリポーン           | タイ                  | WBC女子防衛1                                    |
| 10           | 2007年5月17日  | ★    | 10R      | 判定0-3 | カリーナ・モレノ                       | アメリカ合衆国        | WBC女子世界ストロー級タイトルマッチ             |
| 11           | 2008年6月9日   | ☆    | 1R 1:12  | TKO     | ペットチェイングライ・シットクルマッド | タイ                  |                                                 |
| 12           | 2008年10月13日 | ☆    | 2R 1:54  | TKO     | リリー・ラチャプラチャジム             | タイ                  |                                                 |
| 13           | 2008年12月8日  | ★    | 10R 0:21 | TKO     | 富樫直美                               | 日本(ワタナベ)        | WBC女子世界ライトフライ級暫定タイトルマッチ     |
| 14           | 2009年6月26日  | ☆    | 10R      | 判定3-0 | 江畑佳代子                             | 日本(ワタナベ)        | OPBF女子ライトフライ級王座決定戦                |
| 15           | 2009年12月2日  | ☆    | 9R 1:26  | TKO     | ヤニー・ゴーキャットジム               | タイ                  | OPBF防衛1                                       |
| 16           | 2010年5月18日  | ☆    | 4R 1:29  | TKO     | ジェレミー・タバスタバス               | フィリピン            | OPBF防衛2                                       |
| 17           | 2010年9月13日  | ★    | 10R      | 判定0-3 | アナベル・オルティス                   | アメリカ合衆国        | WBC女子世界ストロー級タイトルマッチ             |
| テンプレート |                |      |          |         |                                        |                       |                                                 |

## 獲得タイトル
- 第4代日本ミニフライ級王座[4]（防衛1=返上）
- 初代WBC女子世界ストロー級王座（防衛1）
- 初代OPBF東洋太平洋女子ライトフライ級王座（防衛2=返上）